# Microlicia curralensis
Microlicia curralensis är en tvåhjärtbladig växtart som beskrevs av Alexander Curt Brade. Microlicia curralensis ingår i släktet Microlicia och familjen Melastomataceae. Inga underarter finns listade i Catalogue of Life.